# Point de suture
Point de suture è il settimo album in studio della cantante francese Mylène Farmer, pubblicato nel 2008 dalla Polydor Records.

## Il disco
A tre anni di distanza dal suo album precedente Avant que l'ombre..., Mylène Farmer torna sulla scena con questo nuovo disco di dieci tracce in cui collabora col suo storico pigmalione Laurent Boutonnat. L'album segue la scia elettropop lanciata dal fortunato singolo Slipping Away che la cantante aveva interpretato in duetto con Moby nel 2006. Un disco più movimentato, con molteplici tracce up-tempo (Je m'ennuie, Sextonik, C'est dans l'air) un paio di ballate (Point de suture, Si j'avais au moins...) ed un nuovo duetto con lo stesso Moby in Looking for My Name. L'album è stato preceduto dal singolo Dégénération, una traccia pop/techno.
L'album è stato reso disponibile il 20 agosto 2008 in formato digitale e il 25 agosto 2008 su disco fisico. Ha raggiunto la prima posizione della classifica francese degli album già nella prima settimana, con circa 108 000 copie vendute.

## Successo
Dopo il primo singolo estratto dall'album, Dégénération, Mylène Farmer ha scelto come secondo estratto dell'album l'allegra Appelle mon numéro; entrambi i singoli hanno raggiunto la prima posizione della classifica francese.
Dal disco sono stati estratti altri tre singoli, Si j'avais au moins..., C'est dans l'air e Sextonik, anche questi giunti al vertice della classifica francese.

## Tracce
CD (Polydor 531 012 4 (UMG) / EAN 0600753101247)
Testi e musiche di Mylène Farmer, Laurent Boutonnat.
1. Dégénération – 5:27
2. Appelle mon numéro – 5:32
3. Je m'ennuie – 4:22
4. Paradis inanimé – 4:25
5. Looking for My Name – 4:19 – (con Moby)
6. Point de suture – 4:49
7. Réveiller le monde – 4:15
8. Sextonik – 4:35
9. C'est dans l'air – 4:33
10. Si j'avais au moins... – 5:31
11. Ave Maria (Schubert) – bonus track

Durata totale: 47:48

## Formati
- CD - Super Jewel box (Edizione limitata — 350.000)
- CD - Digisleeve Edizione limitata, include il videoclip di "Dégénération"
- CD - Catalog no. 5310833
- Doppio 12"
- Mobil phone SFR Walkman Sony Ericsson W980 e W910 (Edizione limitata — 200.000)
- Collector mobil phone SFR Walkman Sony Ericsson W980 (Edizione limitata — 2.000)
- Edizione collettore: Digisleeve CD, Cd Promo Dégénération + strumenti chirurgici (finti) (6.500)

## Classifiche
| Classifica (2008) | Pozione raggiunta |
| ----------------- | ----------------- |
| Francia           | 1                 |
| Belgio (Vallonia) | 1                 |
| Svizzera          | 2                 |
| Belgio (Fiandre)  | 32                |